# Siparuna reginae
Siparuna reginae é uma espécie de planta do gênero Siparuna e da família Siparunaceae. É chamada de negramina no sudeste do Brasil.

## Taxonomia
A espécie foi descrita em 1868 por Alphonse Pyramus de Candolle.
Os seguintes sinônimos já foram catalogados:
- Siparuna bahiensis  Tolm.
- Siparuna manaosensis  Jangoux
- Siparuna micrantha  A.DC.
- Siparuna rionegrensis  Jangoux
- Siparuna surinamensis  Lanj.

## Forma de vida
É uma espécie terrícola e arbórea. 

## Descrição
Árvore ou arvoreta monoica, 3-12 (-40) m de altura, dap de 20-25 cm, mais raro atingindo até 70 cm, sapopemas discretas as vezes presentes, casca castanho-amarronzada, ramos novos cilíndricos, densamente cobertos por tricomas em tufos longos (até 3 mm de compr.), 5-8 ramificados, mais raro bífidos ou simples, ferrugíneos ou amarelados, depois glabrescentes.  Folhas opostas, pecíolos 0,5-2,2 cm de compr., canaliculado; lâmina elíptica, obovada ou lanceolada, 13-24 (-30) x (4-) 8-15 (‑17) cm, base aguda ou obtusa, raro arredondada, ápice acuminado, acúmen 0,6- 1,5 (2,3) cm de compr., inteira, as vezes ondulada ou semi-bulada, in sico marrom a castanho-amarronzada, cartácea, na face adaxial glabra ou com poucos tricomas em tufos e as vezes simples, especialmente sobre as nervuras, na face abaxial densamente ou escassamente tomentosa; nervuras secundárias 10-14 (-16) pares, alternados ou sub-opostos, planas ou um tanto imersas na face adaxial, então deixando a lâmina semi-bulada, proeminentes na face abaxial. 
Cimas axilares ou subterminais, bífidas, 2,5 – 5 (-6,5)  cm de compr., indumento tomentoso de tricomas em tufos ferrugíneos ou amarelados, com 30- 50 (-80) flores regularmente espaçadas, flores amareladas, as pistiladas inseridas na parte proximal, no eixo primário ou na base do eixo secundário, e as flores estaminadas, mais numerosas, na parte distal, de modo geral 3 vezes mais flores estaminadas do que pistiladas, Flore estaminada com pedicelo de (3.5-) 6-7 (-11), alongando-se durante a antese., receptáculo subgloboso, ovado, cupuliforme ou urceolado, 1,3-3,2 mm compr. x 1.2-3 mm diam., superfície minutamente tuberculada, tépalas pouco distintas formando uma borda, de ca. 0.5 mm de larg., densamente tomentosa, vélum reduzido ou obsoleto, membranáceo, glabro, circundando o poro, que é largo, ca. 0,5 mm diam.; estames (6-)13 – 16(-20), desiguais em comprimento e largura,, carnosos, dispostos sub-espiraladamente, amadurecendo sucessivamente, 1 - 3 “maduros” e excertos por vez, os maiores alcançando ca. 0.7 mm compr., anteras introrsas, 0.12 mm. Flore pistilada com pedicelo de ca. 2 mm, receptáculo ovado ou subgloboso, 2-2.8 (-3,5) mm de compr. x 1.5-3.2 (-3,5) mm de diam., superfície minutamente tuberculada, tomentosa, tricomas em tufos, tépalas minutas ou obsoletas, eretas e frequentemente apressas ao vélum cônico, glabro ou tomentoso, 0,5 mm de altura, circundando o orifício de ca. 0,1mm, carpelos 6-8, estiletes livres ou coniventes formando coluna excerta 0,2 – 0,3 mm. Receptáculo frutífero globoso a subgloboso, 1-1,5 cm diam., tuberculado ou espinuloso, tomentoso, mais raro glabro, quando fresco e maduro róseo ou vermelho-escuro, com forte odor adstringente; pedicelo frutífero 3 - 4 mm compr;,  drupéolas  (2) 4-6, lisa, sem arilo estilar.
Distingue-se pelas inflorescências bífidas, receptáculo frutífero tuberculado a espinuloso, folhas com nervuras salientes na face abaxial, nervuras secundárias anastomosando-se distante da margem.  Compartilha com Siparuna bífida a inflorescência em cima bífida com mais de 2,5 cm de comprimento e o receptáculo frutífero tuberculado. Podem ser diferenciadas pelo indumento mais denso de tricomas em tufos na superfície abaxial das folhas, flores de maiores dimensões e o sistema sexual monoico em S. reginae (indumento espaço de tricomas estrelados mais ou menos apressos na face abaxial das folhas, flores de menores dimensões, 0,9-1,5 de compr. x 1-2 mm de diâm.,  e o sistema sexual dioico em S. bifida). 

## Conservação
A espécie faz parte da Lista Vermelha das espécies ameaçadas do estado do Espírito Santo, no sudeste do Brasil. A lista foi publicada em 13 de junho de 2005 por intermédio do decreto estadual nº 1.499-R. 

## Distribuição
A espécie é encontrada nos estados brasileiros de Alagoas, Amazonas, Bahia, Ceará, Espírito Santo, Minas Gerais, Mato Grosso, Pará, Rio de Janeiro, Rondônia, Roraima, São Paulo e Tocantins. 
A espécie é encontrada nos  domínios fitogeográficos de Floresta Amazônica, Cerrado e Mata Atlântica, em regiões com vegetação de floresta estacional semidecidual e floresta ombrófila pluvial.